# Silnice I/55
Silnice I/55 je česká silnice I. třídy propojující Olomoucký, Zlínský a Jihomoravský kraj a pokračující do Rakouska. Je dlouhá 141,757 km a patří mezi páteřní české silniční tahy. Vede 1 krajským a 4 okresními městy. Je plánováno postavit v její trase dálnici D55; prozatím jsou v provozu úseky mezi Hulínem a Otrokovicemi a mezi Babicemi a Bzencem. Silnice I/55 zůstává i podél těchto úseků zachována pod svým číslem, původní degradace na II/655 v úseku přes Hulín byla revidována.

## Vedení silnice

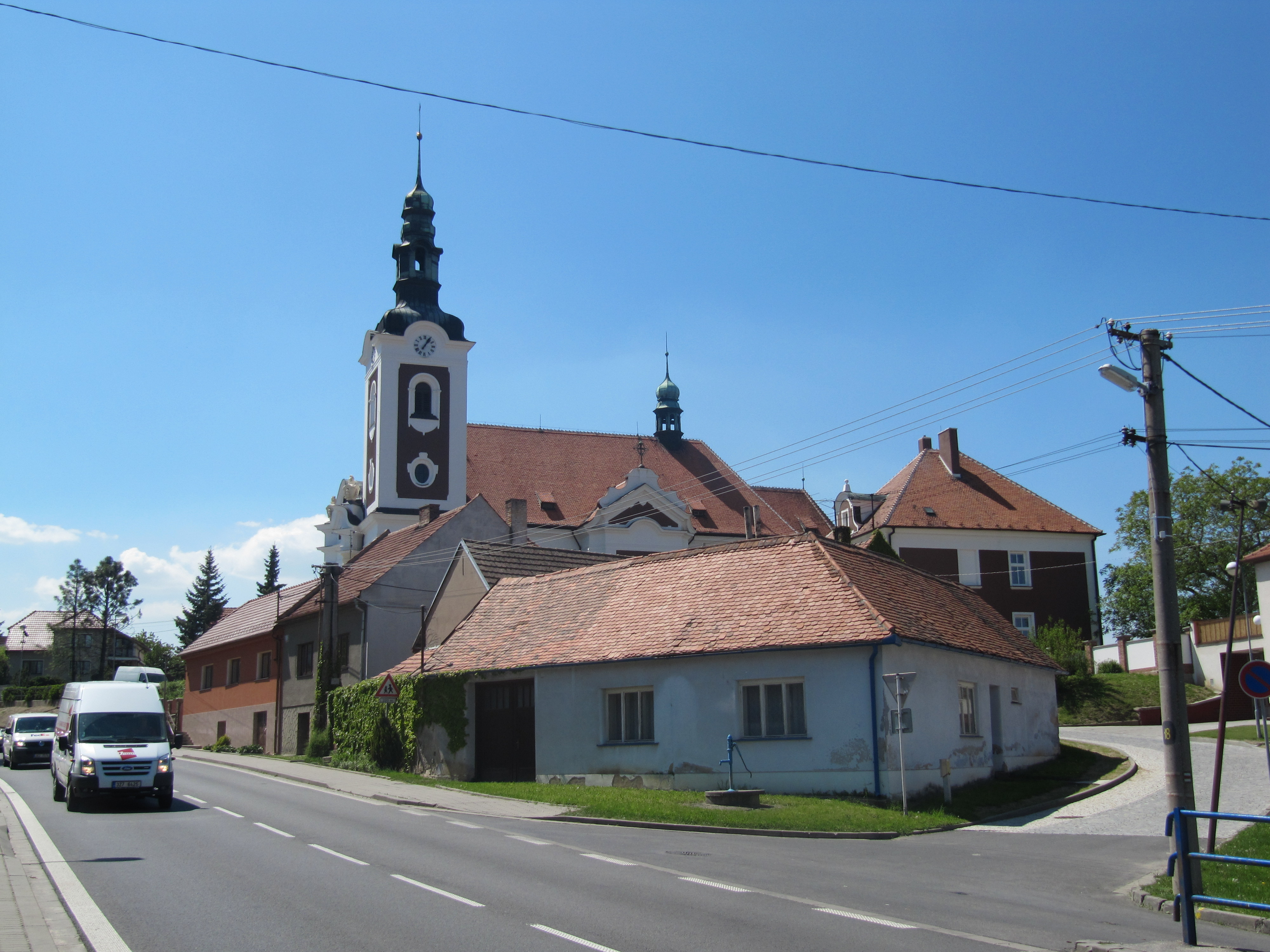
Silnice I/55 ve Vnorovech

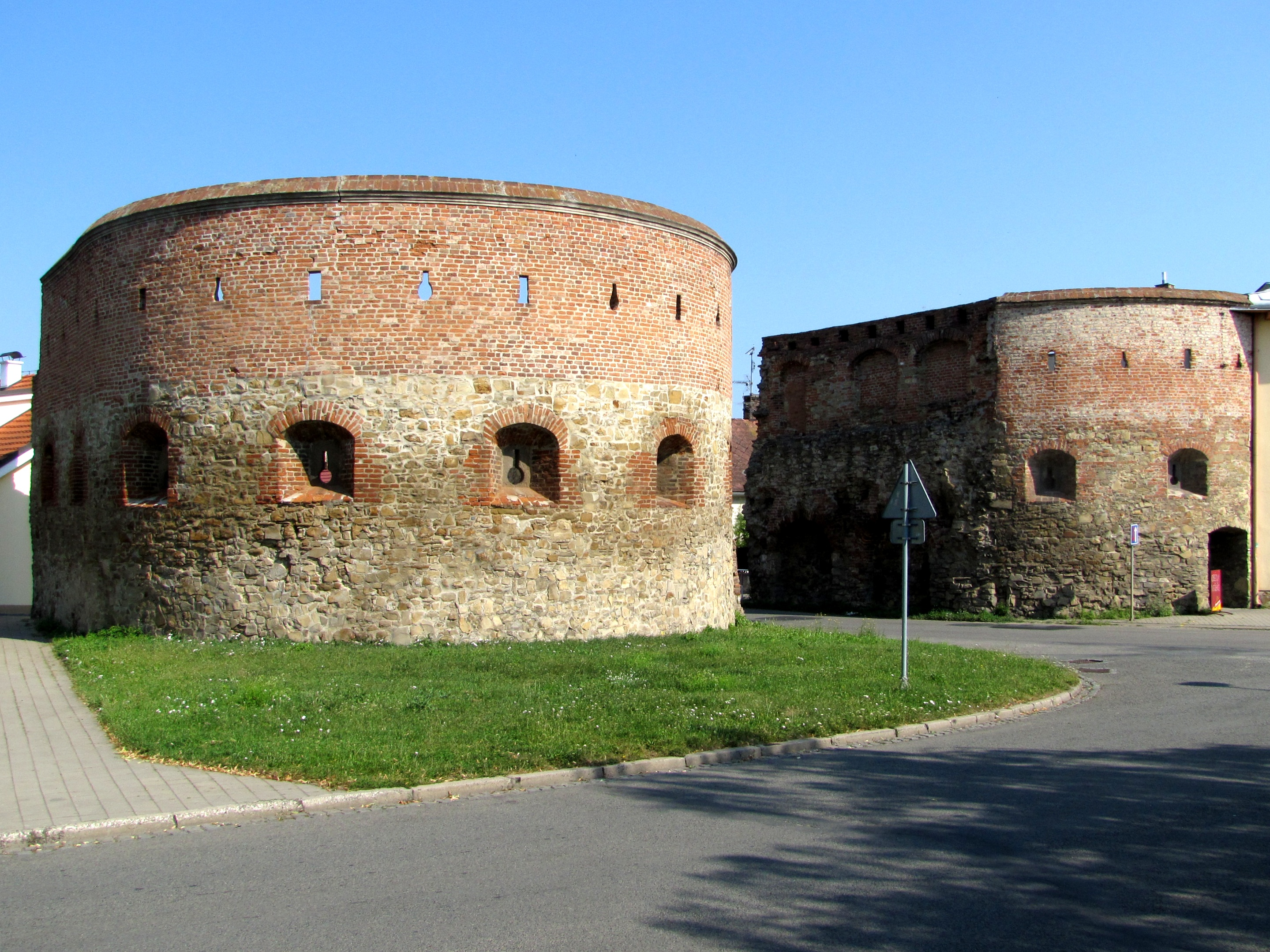
Ve Strážnici prochází silnice skrz zbytky hradeb

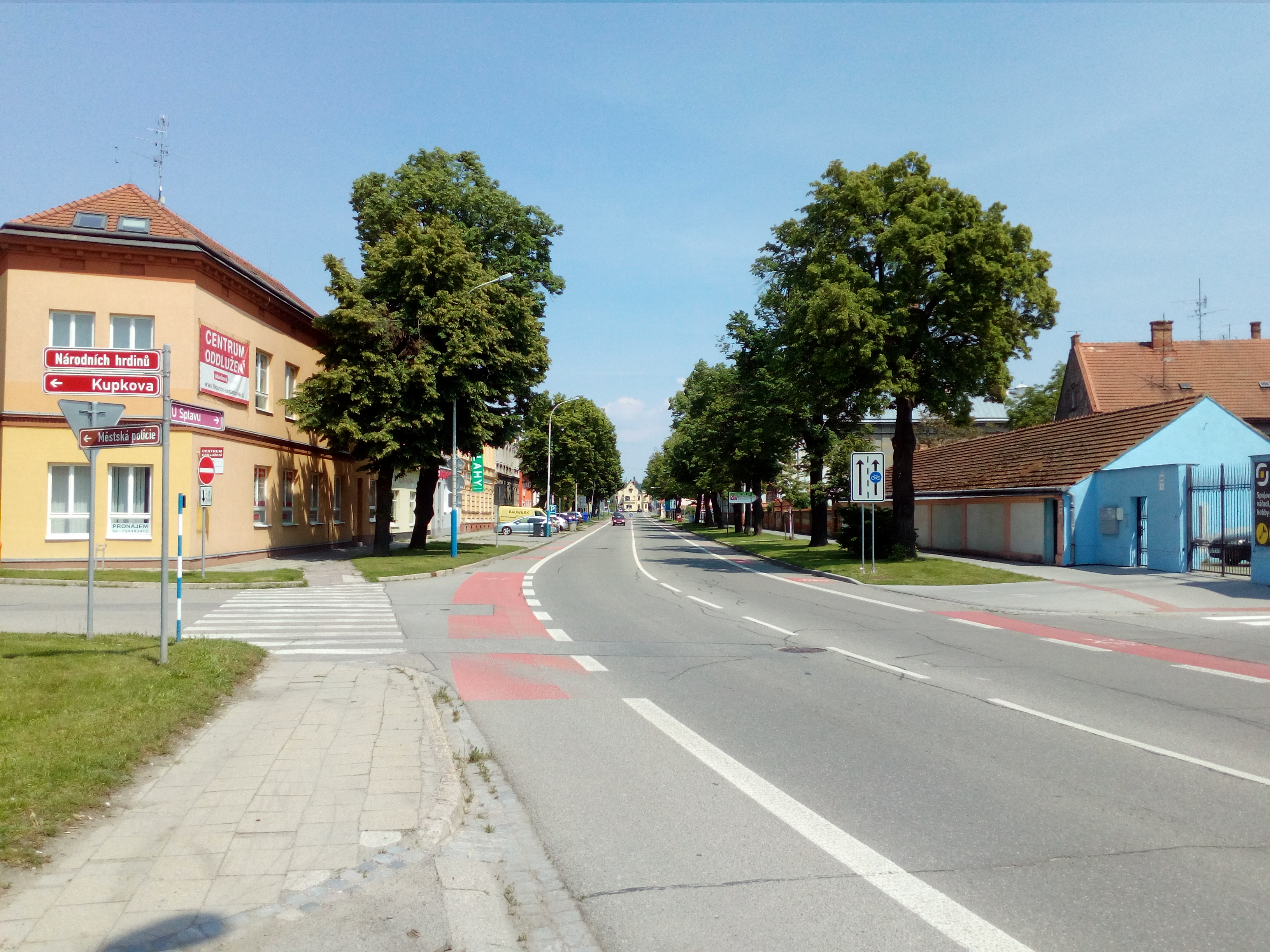
Silnice I/55 v Břeclavi

### Olomoucký kraj
- Olomouc (I/46, II/635)
- Olomouc-Holice (II/570)
- MÚK Holice (D35-exit 276, E442, E462)
- Velký Týnec (obchvat)
- Krčmaň
- Kokory
- Přerov (I/47, II/150, II/434, II/436)
- Horní Moštěnice (obchvat)
- provizorní odbočka na dálnici D1 (v budoucnu nájezd) – začátek paralelního vedení dálnice
- Říkovice (obchvat, II/490)

### Zlínský kraj
- Břest
- MÚK Hulín-západ (D1-exit 264)
- Hulín (I/47, II/432)
- Záhlinice
- Tlumačov (II/367)
- Otrokovice (I/49, II/438)
- nájezd na D55 (exit 34) – konec paralelního vedení dálnice
- Napajedla (průtah)
- Spytihněv
- Babice (odbočka na další úsek D55) – začátek paralelního vedení dálnice
- Huštěnovice
- Staré Město (I/50H, II/427, přivaděč na D55-exit 47) – odklonění od trasy dálnice (pokračuje podél II/427 do Bzence)
- Uherské Hradiště (II/497)
- MÚK s I/50, E50
- Kunovice (II/498)
- Ostrožská Nová Ves
- Uherský Ostroh (I/71, II/495)

### Jihomoravský kraj
- Veselí nad Moravou (I/54)
- Vnorovy
- Strážnice (II/426)
- Petrov
- MÚK Sudoměřice (I/70)
- Rohatec (obchvat)
- křižovatka Hodonín-Pánov (II/432)
- Hodonín (obchvat, II/380)
- odbočka I/51
- Lužice (obchvat, II/423)
- Moravská Nová Ves (obchvat, II/424)
- Hrušky (obchvat)
- křížení s dálnicí D2, E65 (exit 48 Břeclav)
- Břeclav (II/425)
- Břeclav-Poštorná (I/40)

### státní hranice CZ / A
- hraniční přechod Poštorná-Reintal (silnice B47, pouze pro vozidla do 3,5 t)

## Modernizace silnice
| Číslo | Název                          | Délka  | Kategorie                                             | Zahájení výstavby | Uvedení do provozu | Křižovatky |
| ----- | ------------------------------ | ------ | ----------------------------------------------------- | ----------------- | ------------------ | ---------- |
| M53   | MÚK s ČD Přerov-Předmostí      | 1,4 km | 16,5/60                                               | 10/2018           | 09/2021            |            |
| M59   | Přerov – průtah, 1. etapa      | 0,8 km | MS4 28,75/15,5/50 MS4d 32,0/18,0/50 MS4d 25,0/18,0/50 | 09/2020           | 10/2022            |            |
| Z67   | I/55 Kunovice, průtah          | 1,2 km | MS4 -/14,0/50 MS2 -/9,0/50                            | 07/2021           | 08/2022            |            |
| B62   | Břeclav, obchvat               | 8,8 km | 9,5/80 11,5/80                                        | plánováno 2026    | plánováno 2029     |            |
| B80   | Veselí nad Moravou, křižovatka | 0,1 km | 22/9,5/50                                             | 06/2021           | 09/2022            |            |